# Noctua janthe
Espèce
Synonymes
- Phalaena janthe Borkhausen, 1792

Noctua janthe, le Collier soufré, est une espèce d'insectes lépidoptères (papillons) de la famille des Noctuidae.

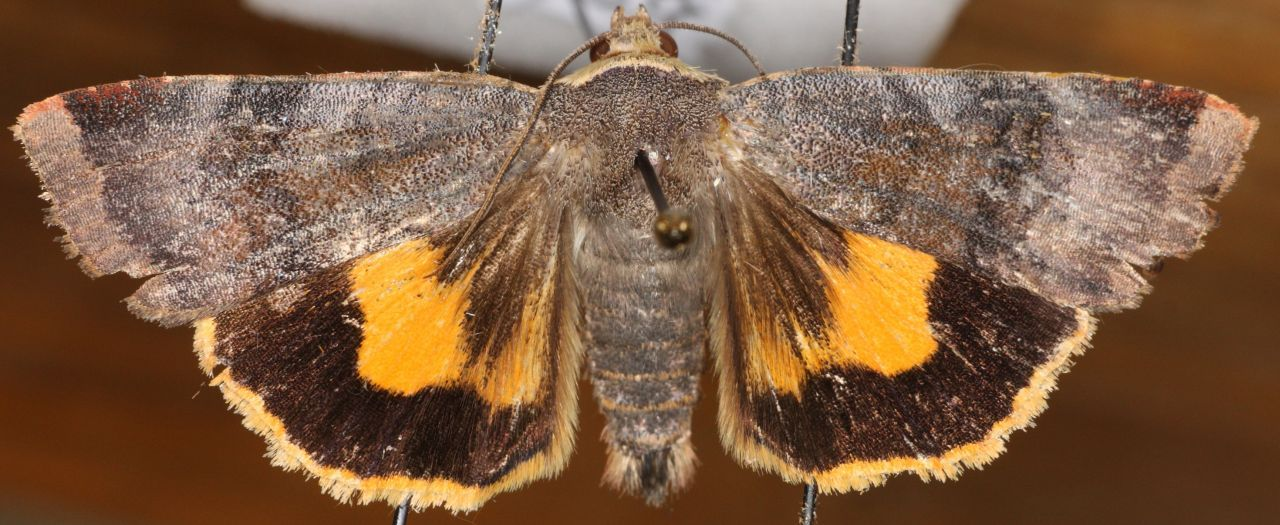
Noctua janthe

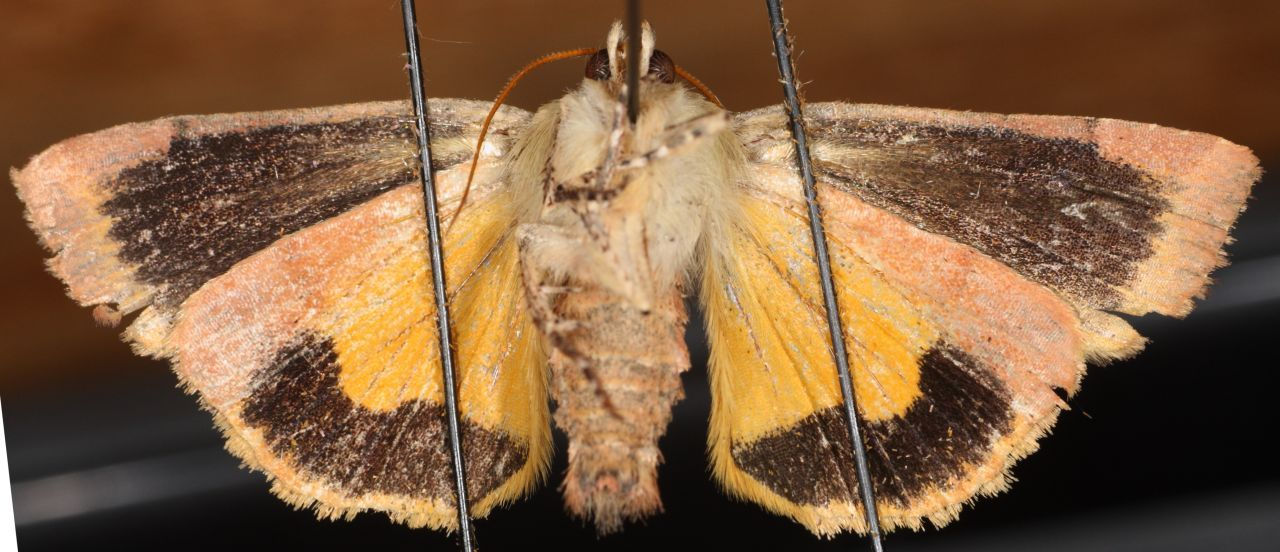
Les ailes avant ont grand contraste.

## Distribution
Cette espèce se rencontre en Europe et en Afrique du Nord.

## Description
Noctua janthe a une envergure de 30 à 40 mm.

## Biologie
Ce papillon vole en une seule génération entre la fin juin et septembre. Les larves se nourrissent sur divers arbres à feuilles caduques, arbustes et plantes herbacées.